# 고려성균관

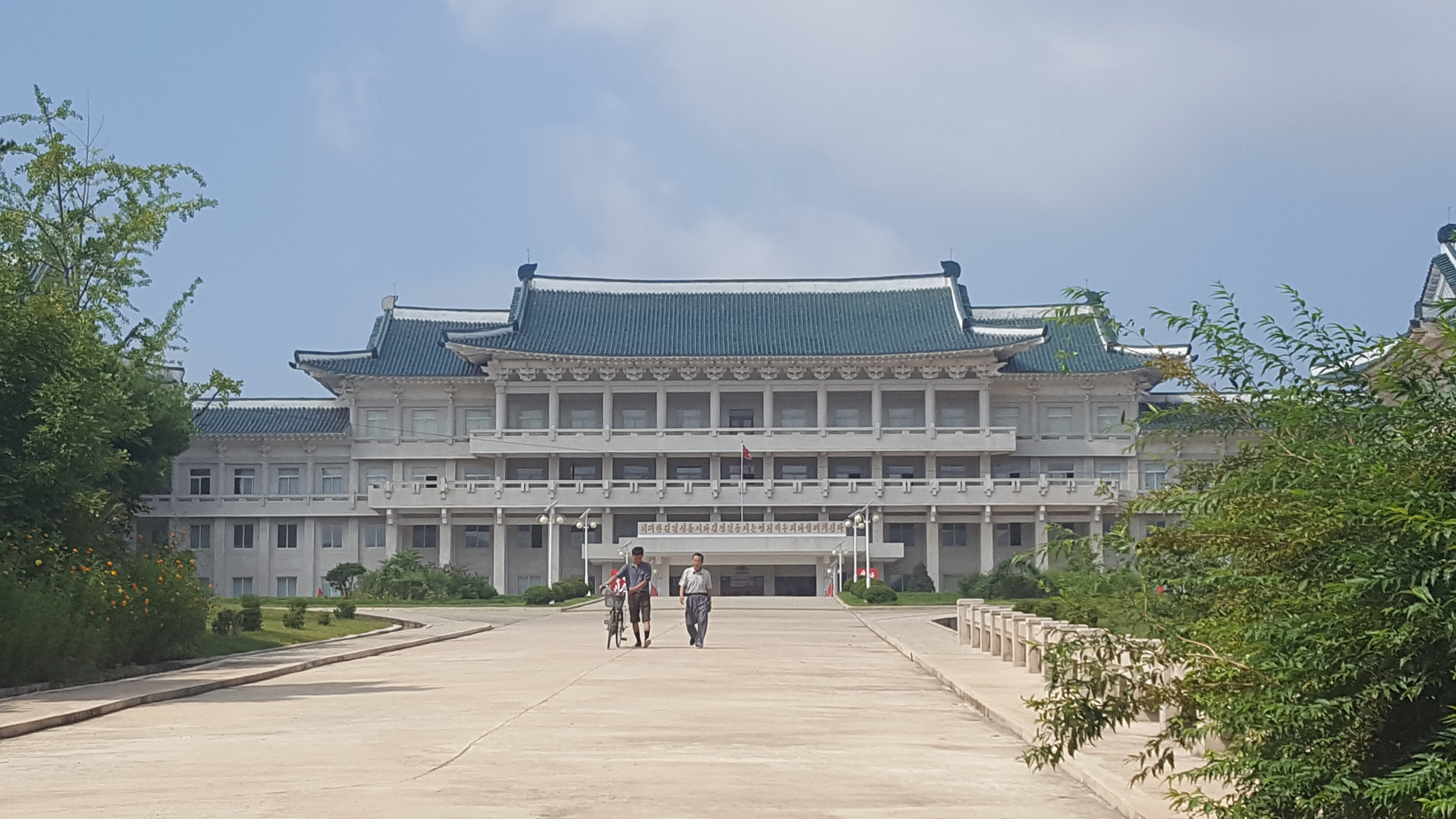
고려성균관 전경

고려성균관(高麗成均館)은 조선민주주의인민공화국 개성특별시에 위치한 대학 교육 기관이다. 이전 이름은 개성경공업단과대학(開城輕工業單科大學)이었지만 1992년 9월 1일 중앙인민위원회가 발표한 정령에 따라 지금과 같은 이름으로 변경되었고 경공업 분야를 다루는 종합대학으로 승격되었다. 대학 설립 연도는 고려의 국자감이 세워진 992년 9월 1일로 잡고 있다.
김책공업종합대학이 과학 기술 등의 공학으로 유명하다면 고려성균관은 문과 계열 학과로 유명하다. 면적이 10,000km2에 달하는 캠퍼스 건물은 현대적인 교육 시설과 연구실, 실습공장, 기숙사, 수영장, 체육관 등을 갖추고 있다. 주요 학과로는 고려인삼학부, 고려도자기학부, 고려수예학부, 고려방직학부 등이 있으며 7개 학부와 19개 전공학과를 두고 있다.

## 같이 보기
- 개성 성균관